# Kanton Gy
Gy is een voormalig kanton van het Franse departement Rhône. Het kanton maakte deel uit van het arrondissement Vesoul. Het werd opgeheven bij decreet van 17 februari 2014 met uitwerking op 22 maart 2015.

## Gemeenten
Het kanton Gy omvatte de volgende gemeenten:
- Autoreille
- Bonnevent-Velloreille
- Bucey-lès-Gy
- La Chapelle-Saint-Quillain
- Choye
- Citey
- Étrelles-et-la-Montbleuse
- Frasne-le-Château
- Gézier-et-Fontenelay
- Gy (hoofdplaats)
- Montboillon
- Oiselay-et-Grachaux
- Vantoux-et-Longevelle
- Vaux-le-Moncelot
- Velleclaire
- Vellefrey-et-Vellefrange
- Vellemoz
- Velloreille-lès-Choye
- Villefrancon
- Villers-Chemin-et-Mont-lès-Étrelles